# Tomesz Tibor
Tomesz Tibor (Hidvégardó, 1951. január 2. –) labdarúgó, középpályás.

## Pályafutása
1977-ig a Borsodi Bányászban, majd a Rudabányai Ércbányászban szerepelt.
1977 és 1979 között a Diósgyőri VTK labdarúgója volt. Az élvonalban 1977. szeptember 3-án mutatkozott a Csepel ellen, ahol csapata 1–0-s győzelmet aratott. Tagja volt az 1978–79-es bajnoki bronzérmes csapatnak. Az élvonalban 23 mérkőzésen szerepelt.

## Sikerei, díjai
- Magyar bajnokság
  - 3.: 1978–79